# Anaches
Anaches – rodzaj chrząszczy z rodziny kózkowatych i podrodziny zgrzypikowych. 

## Zasięg występowania
Przedstawiciele tego rodzaju występują w Chinach oraz na Tajwanie.

## Systematyka
Do Anaches należy 8 gatunków:
- Anaches albaninus
- Anaches cylindricus
- Anaches dorsalis
- Anaches medioalbus
- Anaches murzini
- Anaches semicylindricus
- Anaches wenhsini
- Anaches yitingi